# 傑尼斯大運動會
傑尼斯大運動會（ジャニーズ大運動会）是由日本經紀公司傑尼斯事務所召集旗下藝人舉辦的運動會。

## 簡介
傑尼斯大運動會的比賽項目每年不同，但事務所與棒球淵源頗深，所以項目大多都和棒球有關。運動會中，藝人分成兩組比賽，期間會插入小型演唱會。事務所旗下資深藝人原則上不參與運動會，但偶有一、兩名會以嘉賓身份參與個別項目。
1990年，運動會首次舉行，每年都在東京巨蛋舉行，直至2003年，唯獨是1998年10月25日的運動會在大阪巨蛋舉行。
為了替2004年11月的新潟縣中越地震募集善款，事務所以慈善棒球大賽取代當年的運動會，運動會最後在2009年才復辦。
2011年東日本大地震，慈善棒球賽再度取代運動會。

## 舉辦紀錄
- 1996年10月10日「傑尼斯All Star體育夢之祭」
- 1997年10月10日「東京巨蛋傑尼斯棒球賽」
- 1998年10月25日「'98傑尼斯大運動會」
- 1999年10月10日「1999東京巨蛋傑尼斯All Star體育夢之祭」
- 2000年10月8日「東京巨蛋傑尼斯大運動會」
- 2001年10月7日「東京巨蛋傑尼斯大運動會」
- 2002年10月13日「東京巨蛋傑尼斯大運動會」
- 2003年10月12日「傑尼斯體育日暨粉絲感謝會」
- 2004年11月12日「新潟縣中越地震支援慈善　傑尼斯棒球賽明星選拔賽～這是我們力所能及的事～」
- 2009年12月13日「傑尼斯大運動會選拔賽」
- 2011年5月29日「Marching J傑尼斯慈善棒球賽2011」
- 2012年3月18日「小傑尼斯選抜　棒球大會　2012春」
- 2016年4月13日「『東京巨蛋全員集合』多謝大家！傑尼斯棒球大會」
- 2017年4月16日「傑尼斯大運動會2017」

## 獲獎者
- 「'98傑尼斯大運動會」（1998年10月25日）
  - MVP：堂本光一
  - 優秀選手獎：長瀨智也、松岡昌宏、長野博

- 「1999東京巨蛋傑尼斯All Star體育夢之祭」（1999年10月10日）
  - MVP：松岡昌宏
  - 優秀選手獎：坂本昌行、森田剛

- 「東京巨蛋傑尼斯大運動會」（2000年10月8日）
  - MVP：坂本昌行
  - 優秀選手獎：國分太一、長瀨智也、瀧澤秀明

- 「東京巨蛋傑尼斯大運動會」（2001年10月7日）
  - MVP：松岡昌宏
  - 優秀選手獎：堂本光一、瀧澤秀明、龜梨和也

- 「東京巨蛋傑尼斯大運動會」（2002年10月13日）
  - MVP：二宮和也
  - 優秀選手獎：坂本昌行、松岡昌宏

- 「傑尼斯體育日暨粉絲感謝會」（2003年10月12日）
  - MVP：岡田准一
  - 優秀選手獎：二宮和也、龜梨和也

- 「傑尼斯大運動會選拔賽」（2009年12月13日）
  - MVP
    - 棒球項目：龜梨和也
    - 足球項目：中丸雄一

  - 公平競賽獎
    - 棒球項目：山田涼介、今井拓哉
    - 足球項目：北山宏光、有岡大貴
    - 接力賽項目：上田龍也、玉森裕太、森本慎太郎

  - 鼓勵獎
    - 棒球項目：內博貴
    - 足球項目：赤西仁

  - 體育精神獎
    - 棒球項目：中山優馬
    - 足球項目：知念侑李

- 「Marching J傑尼斯慈善棒球賽2011」（2011年5月29日）
  - 最佳選手獎：龜梨和也
  - 優秀選手獎：坂本昌行
  - 體育精神獎：堂本光一、內博貴
  - 公平競賽獎：河合郁人、今井翼
  - 團隊競賽獎：岩橋玄樹、中山優馬、今井拓哉、北山宏光

- 「小傑尼斯選抜　棒球大會　2012春」（2012年3月18日）
  - MVP：知念侑李
  - 最優秀選手獎：
    - 棒球項目：中山優馬
    - 足球項目：北山宏光
    - 馬拉松項目：佐藤勝利
    - 接力賽項目：中島健人

  - 特別獎：戶塚祥太

- 「『東京巨蛋全員集合』多謝大家！傑尼斯棒球大會」（2016年4月13日）
  - MVP：坂本昌行
  - 公平競賽獎：高橋優斗、龜梨和也、堂本光一
  - 體育精神獎：中山優馬

- 「傑尼斯大運動會2017」（2017年4月16日）
  - MVP：高地優吾、松村北斗、鈴木舜映、上田龍也（200m接力成員）
  - 優秀選手獎
    - 50m衝刺：菅田琳寧
    - 棒球大戰：岩橋玄樹
    - PK大戰：北山宏光
    - 障害物衝刺大戰：中間淳太
    - 罰球大戰：長妻怜央
    - 200m選拔接力：七五三掛龍也

  - 體育精神獎：高橋優斗・中山優馬
  - 一番盛り上げたで賞：知念侑李